# Михалевич Володимир Сергійович
Володимир Сергійович Михалевич (10 березня 1930, Чернігів — 16 грудня 1994, Київ) — український науковець у галузі економічної кібернетики, академік Академії наук СРСР (1984) і Національної академії наук України. Доктор фізико-математичних наук, професор. Директор Інституту кібернетики імені В. М. Глушкова НАН України (1982—1994). Депутат Верховної Ради СРСР 10—11-го скликань (у 1982—1989 роках). Кандидат у члени ЦК КПУ в 1986—1990 р.

## Біографія
Народився 10 березня 1930 року в Чернігові, в родині службовців Людмили Ананіївни та Сергія Костянтиновича Михалевичів. Дитинство минало в Чернігові (крім кількох років евакуації під час війни). У 1947 році закінчив Чернігівську СШ № 8 зі срібною медаллю і того ж року вступив на механіко-математичний факультет Київського національного університету імені Т. Шевченка.
В університеті учителем Володимира Михалевича був академік АН УРСР Гнеденко Борис Володимирович — засновник і керівник відомої в усьому світі української школи з теорії ймовірностей. Перші наукові праці студента В. Михалевича, виконані під керівництвом академіка Б. В. Гнеденка, були присвячені дослідженню емпіричних функцій розподілу. Ще в студентські роки В. Михалевич опублікував три наукові статті (дві у співавторстві і одну самостійно) у «Докладах АН СССР». 1952 року закінчив механіко-математичний факультет Київського державного університету імені Шевченка за фахом математика.
Після закінчення університету у 1953 році Володимир Михалевич став аспірантом Б. В. Гнеденка. Але згодом разом з ще двома аспірантами Володимиром Королюком і Анатолієм Скороходом, був відряджений до Московського державного університету імені М. В. Ломоносова, де працювала всесвітньо відома школа, керована академіком А. М. Колмогоровим. Під керівництвом Коломогорова Михалевичем були виконані перші серйозні наукові дослідження.
У 1955—1994 роках — старший викладач, доцент, професор кафедри математичного аналізу і теорії ймовірностей Київського державного університету ім. Т. Г. Шевченка. Член КПРС з 1963 року.
1956 року успішно захистив кандидатську дисертацію «Застосування Байесовських процедур послідовного прийняття рішень в задачах статистичного контролю». 1968 року захистив докторську дисертацію «Застосування методів послідовного аналізу для оптимізації складних систем».
Одночасно з 1958 року — старший науковий співробітник, завідувач відділу обчислювального центру АН УРСР, з 1962 року — завідувач відділу і заступник директора з наукової роботи Інституту кібернетики АН УРСР. У 1982 році, після смерті директора Віктора Михайловича Глушкова, працював директором Інституту кібернетики імені Глушкова АН УРСР. У 1983—1994 роках — завідувач кафедри теоретичної кібернетики та методів оптимального керування МФТІ.
Був головним редактором наукового журналу «Кибернетика» (тепер «Кибернетика и системный анализ»).

Могила Володимира Михалевича

З 1973 р. — академік АН УРСР, з 1984 р. — академік АН СРСР.
Виконував обов'язки академіка-секретаря відділення інформатики, обчислювальної техніки і автоматизації, члена Президії НАН України. Голова комісії системного аналізу АН СРСР (1987) та голова комісії системного аналізу при Президії НАН України з 1992 р.
Син — науковець-математик, кібернетик, доктор фізико-математичних наук Михайло Михалевич (1956—2009).
Помер 16 грудня 1994 року в Києві. Похований на Байковому кладовищі.

## Наукова робота
Володимиром Михалевичем особисто і в співавторстві опубліковано понад 200 наукових праць, у тому числі близько 20 монографій. Основні праці з теорії оптимальних рішень, розробки математичного апарату економічної кібернетики. Брав участь у створенні високопродуктивних ЕОМ, пакетів програм, формуванні напрямів розвитку інформатики.
Протягом усієї своєї діяльності Володимир Сергійович приділяв значну увагу підготовці кваліфікованих наукових кадрів, створив авторитетну наукову школу з оптимізації та системного аналізу.

## Нагороди

### Звання
- Заслужений діяч науки і техніки України (1990)

### Премії
- лауреат Державної премії України (1973), (1993)[3]
- лауреат Державної премії СРСР (1981)
- лауреат премії імені М. М. Крилова (1971)
- лауреат премії імені В. М. Глушкова (1984)

### Ордени
- Орден Жовтневої Революції (1980)
- Орден Трудового Червоного Прапора (1976)
- Орден «Кирила та Мефодия» (НРБ) (1985)

### Медалі
- «За доблестный труд» (1970)
- «У пам'ять 1500-річчя Києва» (1982)
- «За строительство БАМ» (1986)

## Вшанування пам'яті
Президія Національної академії наук України заснувала премію імені В. С. Михалевича «За видатні досягнення в галузі інформатики, теорії оптимізації і системного аналізу» (відділ інформатики НАН України).